# Свято-Воскресенський храм (Вінниця)
Свято-Воскресенський храм — церква у місті Вінниці, збудована видатним архітектором Григорієм Артиновим.
Пам'ятка архітектури і містобудування місцевого значення м. Вінниці (Розпорядження ОДА № 78 від 19.02.1996 р.)

## Історія
Церква на честь Воскресіння Христового була побудована на православному кладовищі м. Вінниці (нині вул. Хмельницьке шосе) у 1910 році. Автором проекту був міський архітектор Г. Г. Артинов.
Для будівництва церкви у 1907 році була створена комісія, до якої крім архітектора Артинова входили церковний староста Преображенського собору С. П. Шабанов, а також священик реального училища протоієрей І. Є. Шипович, священик Преображенського собору протоієрей А. М. Акатков та протоієрей А. Г. Яворський. Комісія доручила будівництво церкви на новому православному кладовищі Ф. Бондарєву та затвердила кошторис у 7100 карбованців. Священний Синод асигнував 5000 карбованців, 1872 карбованці були виділені зі спадщини покійної п. Слончевської, яка залишила ці кошти у розпорядженні духовенства собору. Решта коштів була взята із оплати за місця на кладовищі.

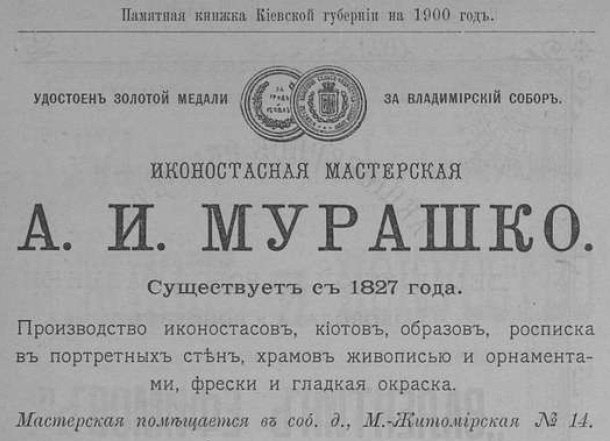
Реклама іконостасної майстерні О. І. Мурашка, вітчима Олександра Мурашка, 1900

Будівля Воскресенської церкви складається з алтаря, центральної частини і притвору. Стіни і фундамент виконані з граніту, взятого із міської каменоломні. Над притвором було побудована цегляна дзвіниця, а у підвальній частині передбачено приміщення для трун покійників, які померли взимку, коли захоронения в склепах неможливе (на цьому православному кладовищі захоронения відбувалося у склепах). Іконостас, два бокових кіоти, престол, балюстрада і три образи на зовнішніх стінах були виконані фірмою О. І. Мурашка у Києві за 1730 карбованців, згідно з кошторисом, а дзвони завезені з Пермі.
У роки радянської влади храм Воскресіння Христового не закривався. Каплиця на цвинтарі була непомітною для зовнішнього світу: з вулиці її заступали великі надгробні пам'ятники і склепи. До 1950 року на кладовищі проводилися поховання, у 1975 його ліквідували, а церква залишилася однією з трьох діючих у Вінниці.
У 1983 році настоятелем храму Воскресіння Христового був призначений протоієрей Василій Рішко. В той час храм мав убогий вигляд: замість розпису — побілені стіни, кіоти — старі, церковне начиння — ветхе. З призначенням о. Василія почалася реставрація церкви. Була зроблена нова покрівля, старовинний іконостас був відновлений у первозданному вигляді, кіоти замінені на нові. Тоді ж до приміщення храму провели центральне опалення. Розписи у храмі були виконані у 1989 році вінницькими художниками — батьком і сином Назаренками.
На початку 90-х реставрація церкви була продовжена, упорядкували прилеглу територію.
На рубежі ХХ−ХХІ століть почалася зовнішня реставрація храму Воскресіння Христового. Над входом був прибудований навіс для звершення богослужінь на вулиці, два куполи були замінені на позолочені. Біля храму побудовано криницю, а поруч зводиться каплиця з баптистерієм.
На честь 2000-річчя від Різдва Христового поруч із храмом установлений Хрест.
У 2010 році відзначалося 100-ліття церкви, з 2012 діє недільна школа.

### Галерея

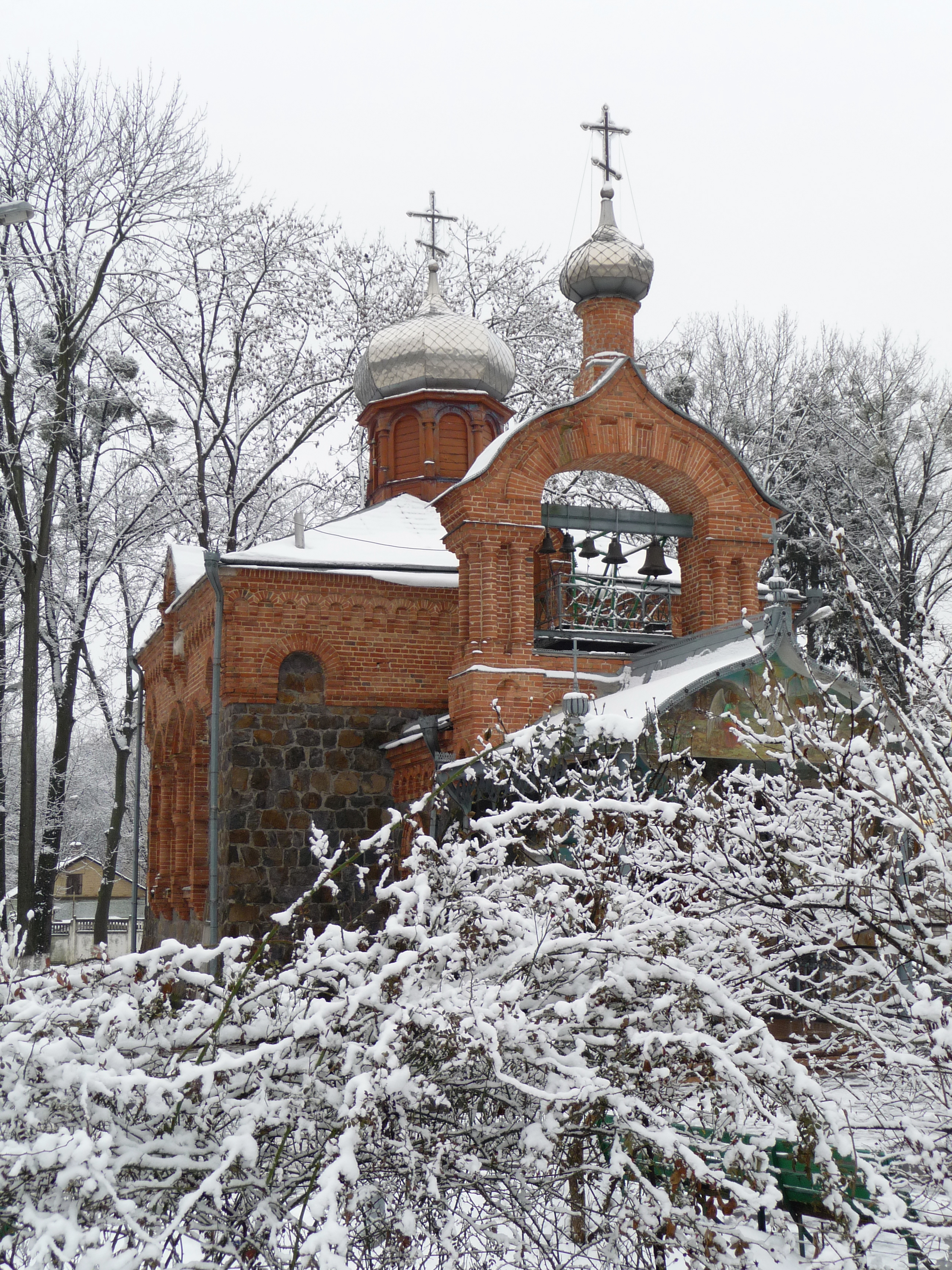
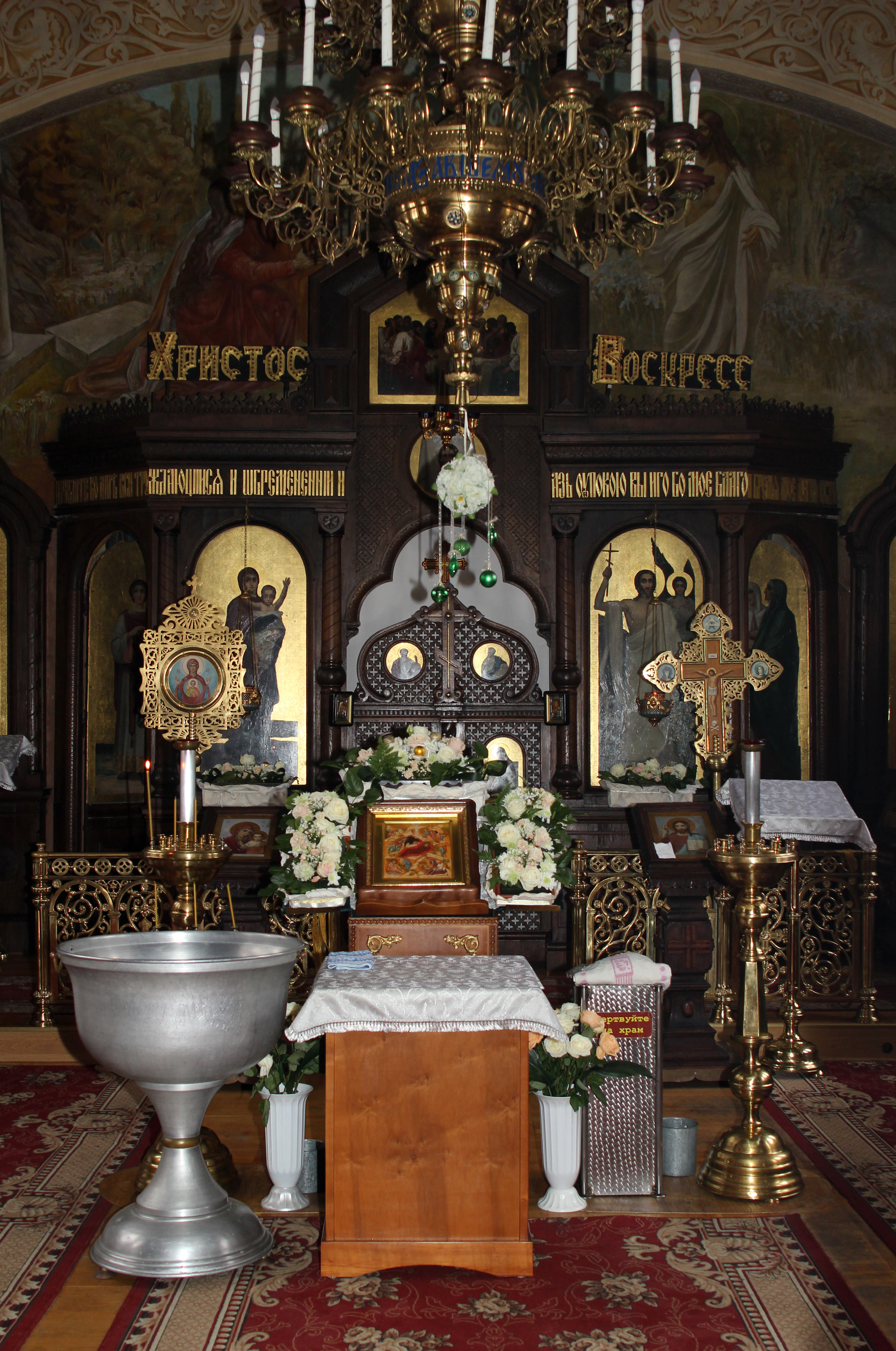
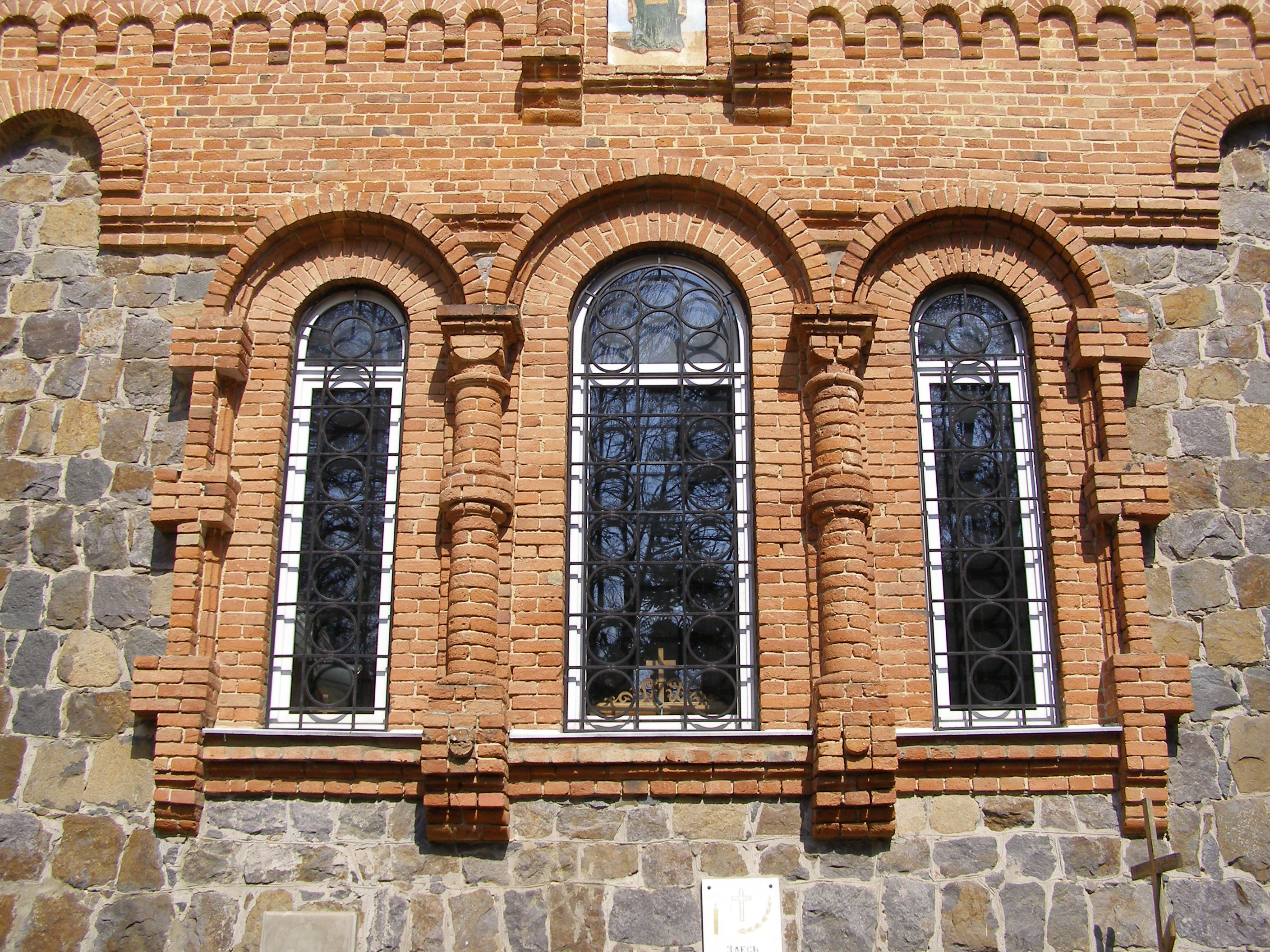
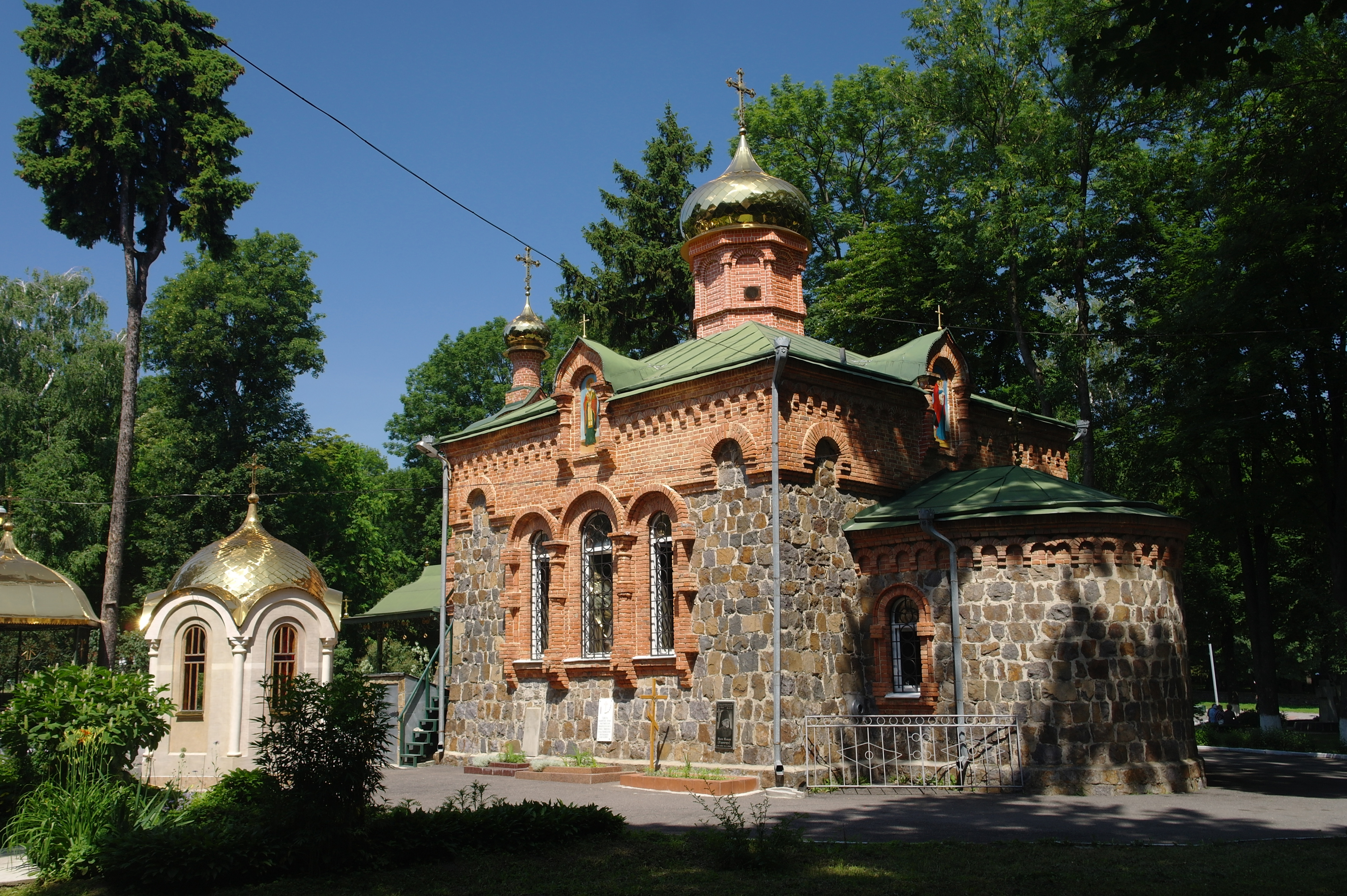
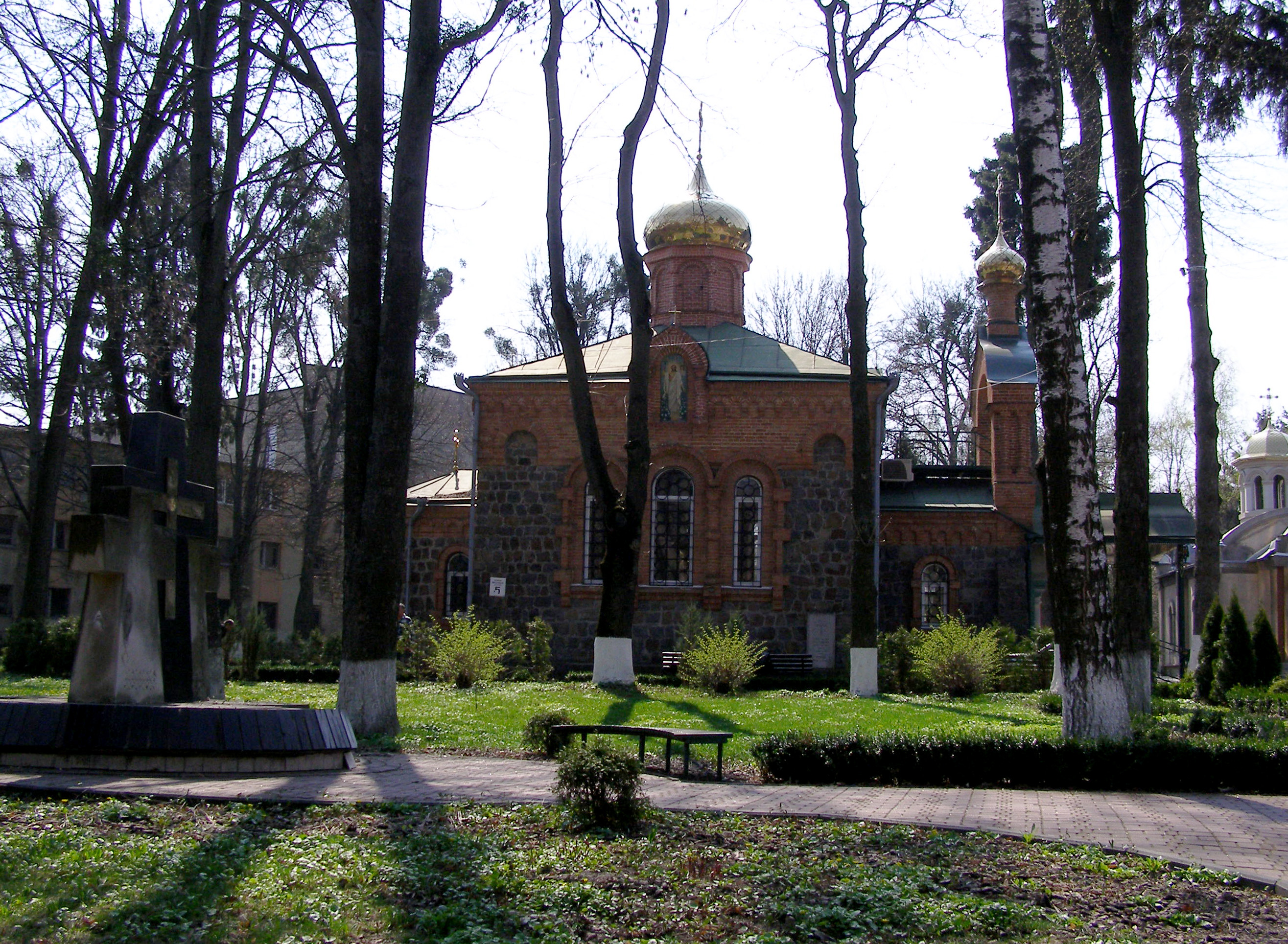

### «Диво» 1996 року

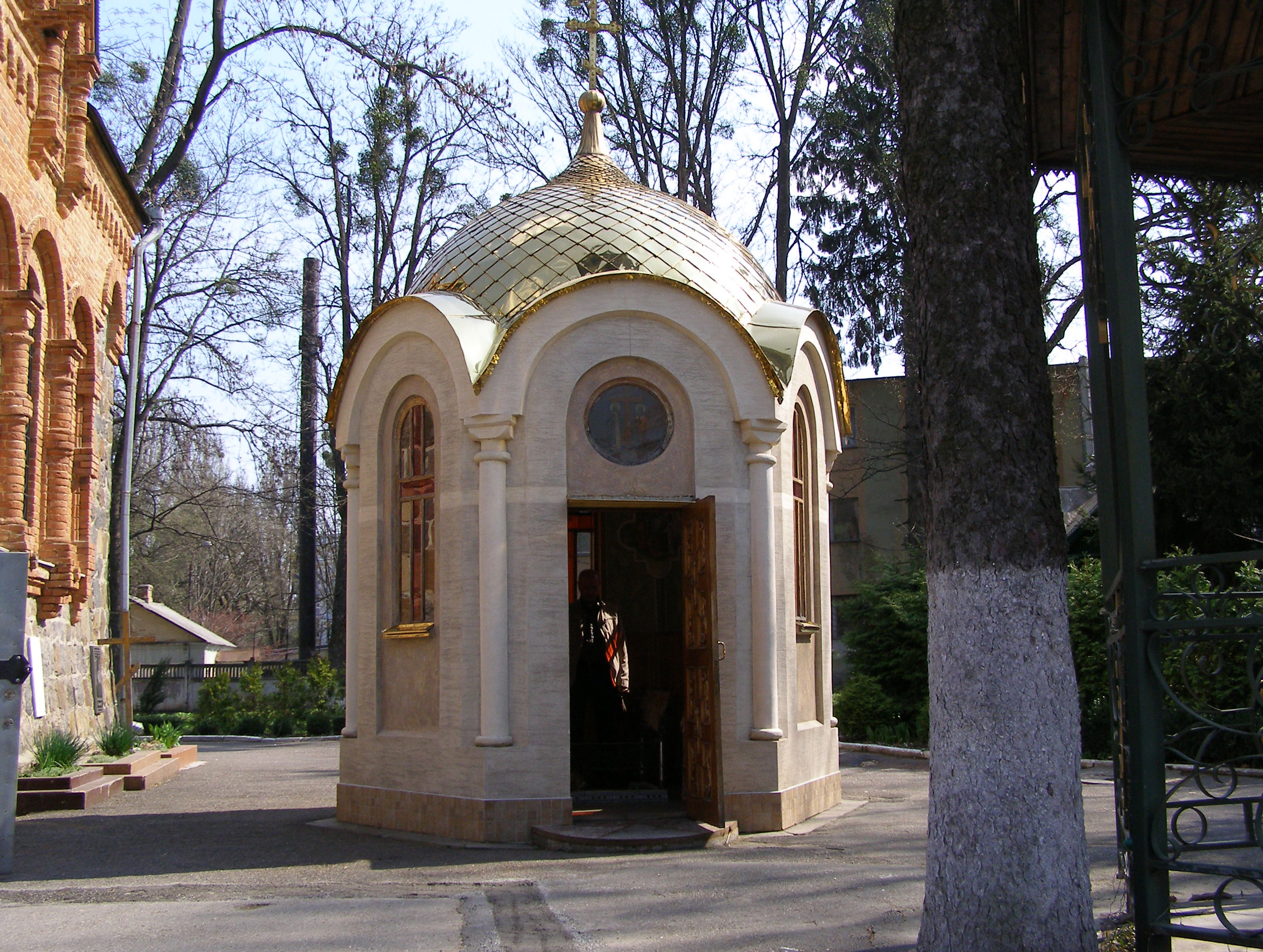
Каплиця на місці, де було дерево

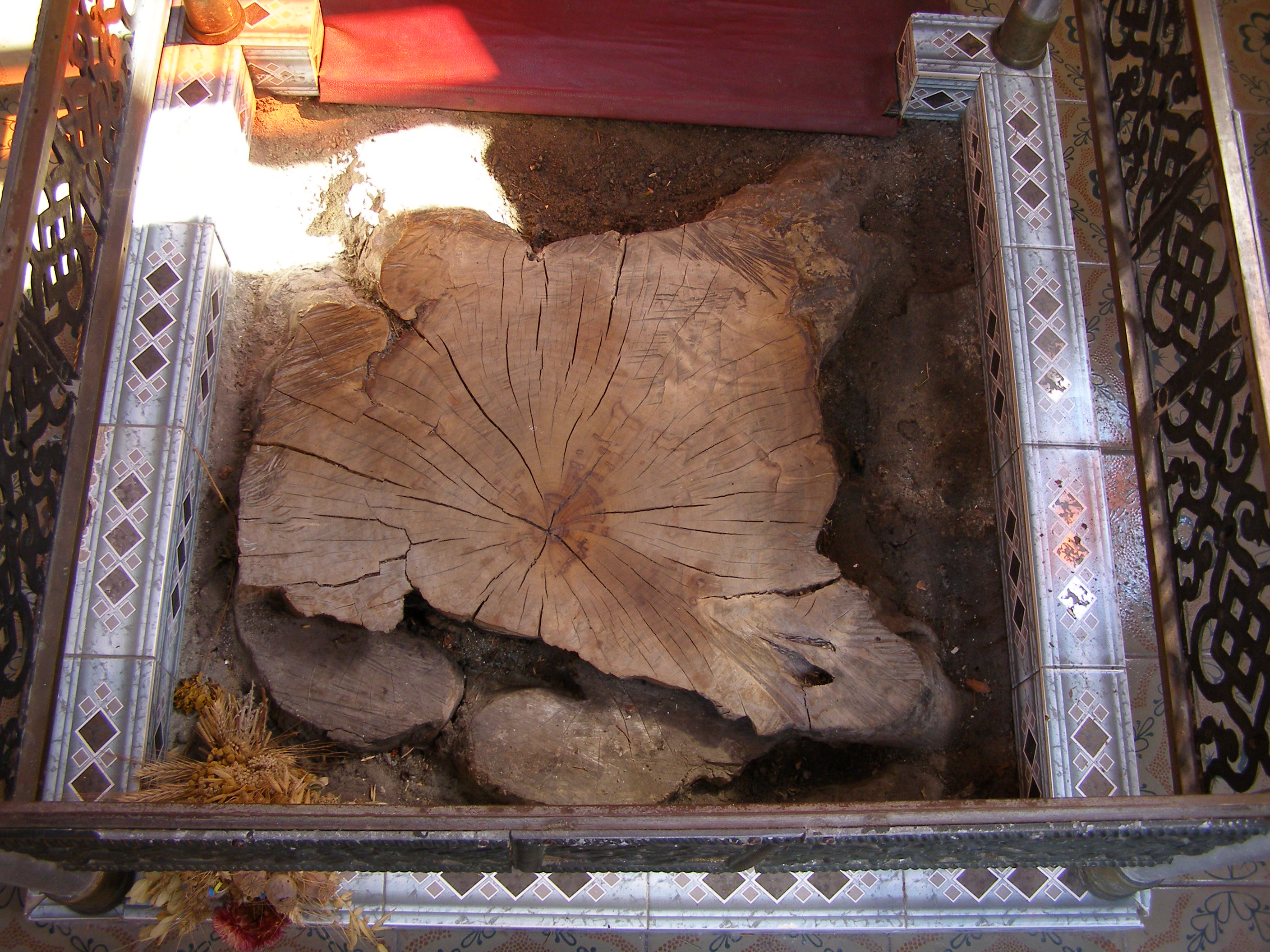
Всередині каплиці

26 вересня 1996 року, напередодні свята Воздвиження Хреста Господнього, спиляли старого клена, що ріс біля храму і через старість становив небезпеку для парафіян та перехожих. На зрізі стовбура було виявлене чітке потемніння у вигляді православного хреста. Ба більше, на різних зрізах потемніння набувало в очах вірян то форми людини з хрестом, то образу Ісуса Христа.
До цього місця почалося паломництво, згодом над стовбуром звели каплицю.
Прихильники надприродної сутності явища вважали його дивом, і пов'язували з масовими розстрілами і похованнями на цьому місці в часи сталінських репресій (див. Вінницька трагедія). Розповідали також про могилу священника під деревом, чиє коріння нібито обплело натільний хрест небіжчика і «перенесло» його зображення. У місцевій пресі повідомлялося навіть про випадки зцілення від контакту зі зрізом. Скептики говорили про необхідність досліджень та припускали, що причиною потемніння є враження деревини трутовиком. Форми малюнка в таких випадках можуть бути надзвичайно чудернацькими.
На фотографіях 2017 року видно, що «хрест» на деревині та зрізах майже повністю вицвів.

## Публікації
- Ратушняк Олександр. Свято-Воскресенський храм і його парафія: [Вінниця] / О. Ратушняк // Громада і закон. — 2006. — 18 серпня. — С. 2
- Денисова Людмила. Капличка — хранителька Вінниці? [Текст]: [про Свято-Воскресенську церкву у Вінниці архітектора Г. Артинова, Хмельницьке шосе] / Л. Денисова // Віра Брацлавщини. — 1991. — Травень (№ 5). — С. 8
- Тімербаєв Сергій. 25 кілометрів пішки до Калинівського дива [Текст] : 4 липня о 14 годині близько 4 тисячі людей зібралися біля Свято-Воскресенського храму у Вінниці, щоб пішки вирушити у далеку дорогу до Калинівського дива / С. Тімербаєв // Вінниччина. — 2013. — 5 липня. — С. 1
- Бугай Юлія. Свято-Воскресенська церква готується до 100-річчя [Текст]: [Вінниця] / Ю. Бугай // 33-й канал. — 2004. — 10 листопада. — С. 8
- Десятки тисяч вінничан пройшли хресною ходою до Калинівки [Текст] : 4 липня декілька десятків тисяч віруючих взяли участь в урочистій хресній ході від Свято-Воскресенського храму у Вінниці до Чудотворного хреста в Калинівці // Новини Вінниччини. — 2013. — 10 липня. — С. 2 : фотогр.